# Pioneer P-3
La Pioneer P-3 (nota anche come Atlas-Able 4 o Pioneer X) era destinata ad orbitare attorno alla Luna ma la missione fallì poco dopo il lancio. I suoi obiettivi erano di studiare l'ambiente tra la Terra e la Luna e testare le tecnologie per il controllo e la manovra di sonde dalla Terra. Era equipaggiata per riprendere immagini della superficie lunare con un sistema simile a quello televisivo. Avrebbe dovuto anche stimare la massa della Luna, realizzare una topografia dei poli, registrare la distribuzione e la velocità delle micrometeoriti e studiare la radiazione, i campi magnetici e la onde elettromagnetiche a bassa frequenza nello spazio.

## La sonda
La Pioneer P-3 era una sfera di un metro di diametro con un sistema di propulsione montato sul fondo che portava la lunghezza complessiva a 1,4 m. La massa della struttura e della copertura in lega di alluminio era di 25,3 kg, mentre le unità per la propulsione avevano una massa di 88,4 kg. Quattro pannelli solari, ciascuno di 60 x 60 cm e contenenti 2200 celle fotovoltaiche, si estendevano dai lati del rivestimento sferico con un'estensione totale di 2,7 m. I pannelli solari caricavano delle batterie chimiche. Dentro alla copertura protettiva, un grande serbatoio sferico di idrazina che costituiva la maggior parte del volume era sormontato da due più piccoli serbatoi sferici di azoto e da un razzo ad iniezione per rallentare l'immissione della sonda nell'orbita lunare, progettato per essere capace di accendersi due volte durante la missione. Attaccato sotto la sfera c'era un razzo verniero che poteva essere acceso quattro volte.
Attorno all'emisfero superiore del serbatoio di idrazina c'era una piattaforma per la strumentazione a forma di anello che trasportava batterie, due trasmettitori UHF da 5 W, ricevitori, decoder, un amplificatore separatore e la maggior parte della strumentazione scientifica. Due antenne UHF si protendevano dalla sommità della sfera sul lato opposto dell'ugello del razzo ad iniezione, mentre altre due antenne UHF e una lunga antenna VLF si protendeva dal fondo della sfera.
Il controllo termico era ottenuto tramite un grande numero di piccoli dispositivi elicoidali posti sulla superficie della sfera e fatti di materiale riflettente. Ognuno consisteva in quattro pale che venivano tirate lungo la superficie andando a ricoprire uno schema nero dipinto sulla sfera per assorbire il calore. Una serpentina sensibile al calore era attaccata sulle pale: un abbassamento del calore avrebbe provocato il suo restringimento, la conseguente rotazione delle pale e l'esposizione della superficie al calore. Viceversa un innalzamento della temperatura avrebbe provocato la copertura del disegno nero da parte delle pale. Sulla superficie della sfera erano state montate anche delle unità quadrate che erano in grado di dissipare il calore dall'interno.

## Strumentazione a bordo
La strumentazione scientifica consisteva in una camera a ionizzazione, un tubo Geiger-Müller per misurare il flusso totale di radiazioni, uno strumento per misurare la radiazione di alta energia, un contatore della scintillazione per individuare la radiazione a bassa energia, un ricevitore VLF per le onde radio naturali, un transponder per studiare la densità degli elettroni e dei magnetometri. La camera televisiva puntava attraverso un piccolo buco nella sfera tra due dei pannelli solari. Sulla sfera era montato anche un rilevatore di micrometeoriti. La massa totale degli strumenti scientifici inclusa l'elettronica e l'approvvigionamento energetico era di 55 kg.

## La missione
La sonda venne lanciata il 26 novembre 1959 su un missile balistico intercontinentale Air Force-Convair Atlas accoppiato con gli stadi superiori del lanciatore Thor-Able incluso un terzo stadio formato da un razzo Able x 248.
Il carico utile in plastica si separò improvvisamente 45 secondi dopo il lancio ritrovandosi sottoposto assieme al razzo del terzo stadio a carichi aerodinamici critici. 104 secondi dopo il lancio si persero le comunicazioni con gli stadi superiori. La telemetria indicò che il primo e il secondo stadio continuarono come programmato.